# Слетіоара (Стулпікань, Сучава)
Слетіоара (рум. Slătioara) — село у повіті Сучава в Румунії. Входить до складу комуни Стулпікань.
Село розташоване на відстані 337 км на північ від Бухареста, 49 км на південний захід від Сучави, 149 км на захід від Ясс.

## Населення
За даними перепису населення 2002 року у селі проживали 653 особи, з них 652 особи (99,8%) румунів. Рідною мовою 652 особи (99,8%) назвали румунську.